# White Mountain
White Mountain és una població dels Estats Units a l'estat d'Alaska. Segons el cens del 2000 tenia 203 habitants.

## Demografia
Segons el cens del 2000, White Mountain tenia 203 habitants, 69 habitatges, i 46 famílies La densitat de població era de 44 habitants/km².
Dels 69 habitatges en un 43,5% hi vivien nens de menys de 18 anys, en un 24,6% hi vivien parelles casades, en un 26,1% dones solteres, i en un 31,9% no eren unitats familiars. En el 30,4% dels habitatges hi vivien persones soles el 7,2% de les quals corresponia a persones de 65 anys o més que vivien soles. El nombre mitjà de persones vivint en cada habitatge era de 2,94 i el nombre mitjà de persones que vivien en cada família era de 3,55.
Per edats la població es repartia de la següent manera: un 40,4% tenia menys de 18 anys, un 5,4% entre 18 i 24, un 24,6% entre 25 i 44, un 22,2% de 45 a 60 i un 7,4% 65 anys o més.
L'edat mediana era de 29 anys. Per cada 100 dones de 18 o més anys hi havia 132,7 homes.
La renda mediana per habitatge era de 25.833 $ i la renda mediana per família de 29.688 $. Els homes tenien una renda mediana de 41.250 $ mentre que les dones 31.250 $. La renda per capita de la població era de 10.034 $. Aproximadament el 16,3% de les famílies i el 22,4% de la població estaven per davall del llindar de pobresa.

## Poblacions més properes
El següent diagrama mostra les poblacions més properes.